# Grot van de Patriarchen

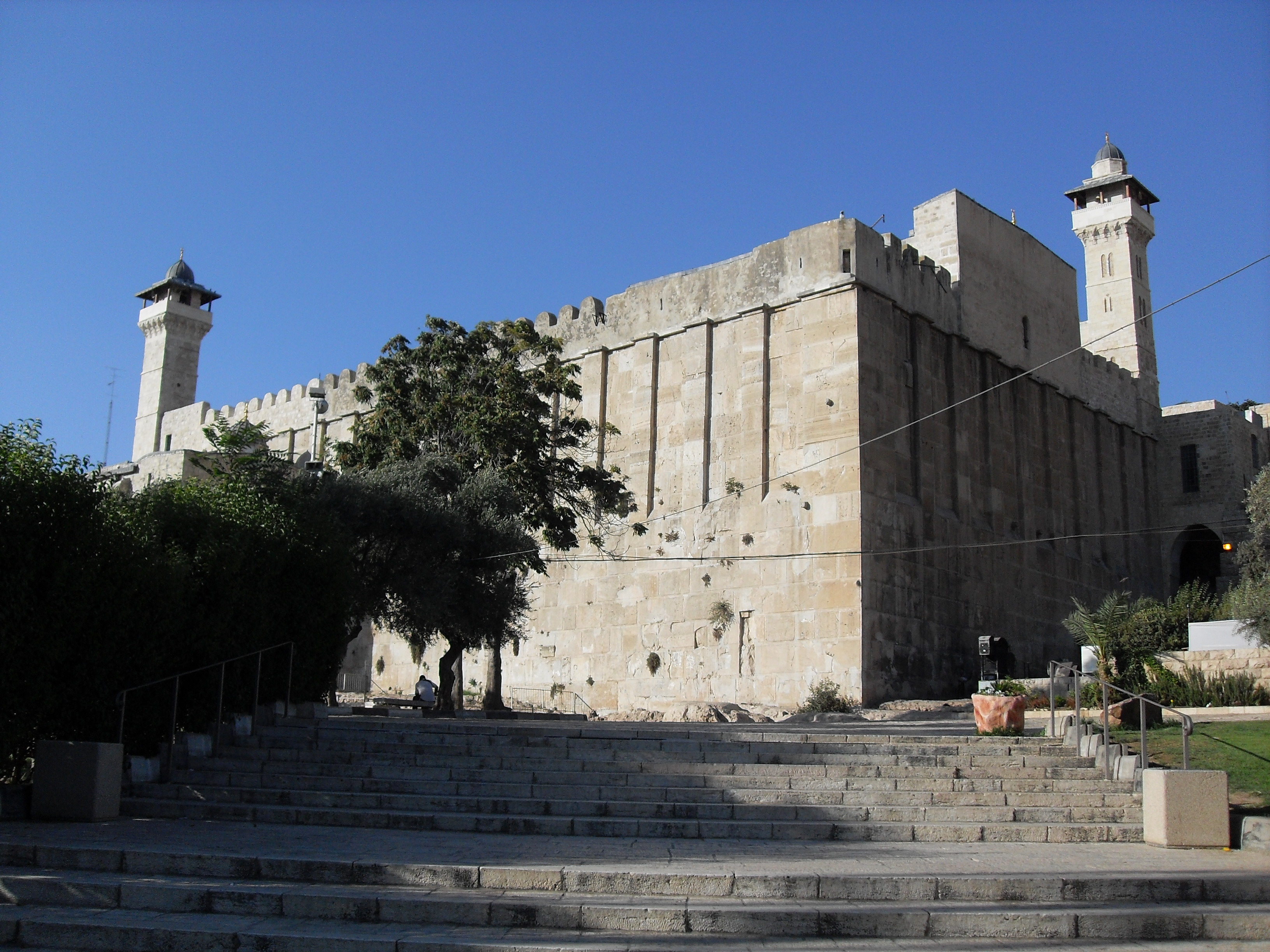
Hebron, de tombe van de Patriarchen

De Grot van de Patriarchen, of Grot van Machpéla (Hebreeuws: מערת המכפלה, Ma-arat Hamakhpelah, "de grot van de dubbele graven"), of Heiligdom van Abraham (Arabisch: الحرم الإبراهيمي, Al-Haram Al-Ibrahimi) is een groep grotten in het midden van het oude centrum van Hebron. Volgens de Joodse traditie werden in het graf de Bijbelse paren Adam en Eva, Abraham en Sara, Isaak en Rebekka en Jakob en Lea begraven.
Boven de grotten staat een rechthoekig gebouw uit de periode van Herodes de Grote. Toen Byzantijnse christenen het gebouw overnamen, bouwden zij een basilica, die na de verovering door moslims werd bestemd tot de Ibrahimi-moskee.

## Bijbelse traditie

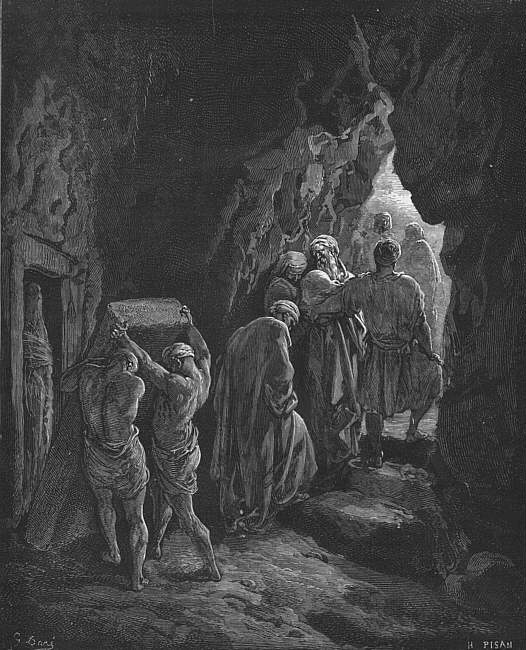
Houtsnede door Gustave Doré, De bijzetting van Sara in de tombe.

In Genesis 23 van de Hebreeuwse Bijbel staat dat Abraham na de dood van Sara een stuk land kocht, met daarin de grot van Machpéla (in de Vulgaat: spelunca duplex, "dubbele grot"). Hij kocht het terrein voor 400 sjekel zilver en begroef er zijn vrouw Sara. Na de dood van Abraham begroeven Isaak en Ismaël hun vader bij zijn vrouw Sara.
Toen Jakob, die naar zijn zoon Jozef in Egypte was getrokken, op sterven lag, vroeg hij aan zijn zonen om hem te begraven naast zijn vrouw Lea in de spelonk op de akker van Machpéla, waar hij Isaak en Rebekka had begraven (Genesis 49:29-33).

## Geschiedenis
Herodes de Grote bouwde een grote, rechthoekige omwalling over de grotten van 34 op 59 meter. Dit is het enige volledig bewaard gebleven Herodiaanse bouwwerk. De muren zijn tot 2,65 meter dik en opgebouwd uit immense stenen. Op het hoogste punt is de omwalling 18 meter hoog. Oorspronkelijk had de constructie geen dak, maar onder de Byzantijnse heerschappij werd aan de zuidoostelijke zijde een eenvoudige basilica gebouwd, en werd over de rest van de ruimte een dak gelegd, behalve over het midden.
In 614 veroverden de Perzen het gebied en werd het gebouw volledig verwoest. Toen de moslims het gebied in 637 veroverden, werd het gebouw herbouwd en kreeg het de functie van een overdekte moskee.
In de tiende eeuw werd in de noordoostelijke muur een doorgang vrijgemaakt, ruim boven het grondniveau, en langs de noordzijde en de oostzijde werden trappen gebouwd naar deze ingang. Aan de zuidwestelijke zijde werd een gebouw opgetrokken, de kalah (kasteel) waarvan men niet met zekerheid weet wat de functie was.
Omstreeks 1100 werd de regio bezet door de kruisvaarders die van het gebouw een kerk maakten en de toegang aan de moslims verboden. De ruimte werd overdekt met gewelven en een nieuw puntdak, er werd een lichtbeuk toegevoegd. Toen Saladin het gebied heroverde werd het geheel weer omgebouwd tot een moskee, de Ibrahimi-moskee, maar het bleef christenen toegestaan om er te bidden. Saladin voegde minaretten toe op elke hoek van het gebouw, waarvan twee bewaard zijn gebleven, en een minbar.
Benjamin van Tudela (1130-1173) schreef:
“Er is in Hebron een groot gebedshuis dat men het Heiligdom van Abraham noemt, dat voordien een joodse synagoge was. De plaatselijke bevolking heeft er zes graven gebouwd waarover ze aan bezoekers vertellen dat het de graven van de patriarchen en hun vrouwen zijn. Mits wat geld te betalen kan men ze bezoeken. Als een joodse bezoeker een bijkomende fooi geeft aan de bewaker van de grot kan hij door een ijzeren poort in de grot afdalen met een kaars. Je gaat door twee grotten die leeg zijn en in de derde zijn er zes graven met de namen van de patriarchen en hun vrouw erop in Hebreeuwse letters. De grot staat vol vaten gevuld met menselijke beenderen die op deze heilige plaats bewaard worden. Aan het einde van het landstuk van Machpéla staat het huis van Abraham met een bron ervoor”.
Aan het einde van de veertiende eeuw werden onder het bewind van de Mammelukken twee extra ingangen gemaakt in de zuidwestelijke muur. De kalah werd opgebouwd tot hij even hoog was als de omwalling. Op de bovenste verdieping werd een cenotaaf geplaatst ter nagedachtenis van Jozef. De Mammelukken bouwden ook de noordwestelijke trap en richtten cenotafen op voor Abraham, Sara, Isaak, Rebekka, Jakob en Lea. Ze verboden de joden de toegang tot het monument.

## Conflicten tussen Israëli's en Palestijnen

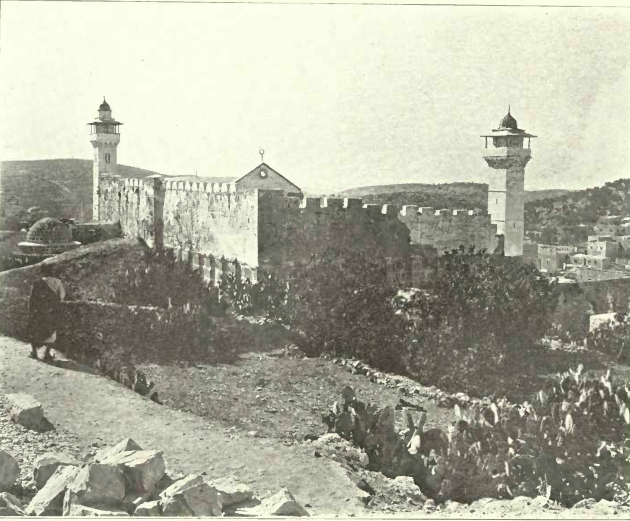
De tombe van de Patriarchen in 1906

Het verbod voor joden bleef van kracht tot 1929. Joden mochten niet dichterbij komen dan de zevende trede van de trap die naar de tombes leidde. Na het bloedbad van Hebron in 1929 werd de toegang strikt beperkt door de Britse autoriteiten. Gedurende het bestuur door Jordanië vanaf 1949 werden op de Westelijke Jordaanoever geen joden toegelaten. Na de Zesdaagse Oorlog van 1967 kwam het gebied onder bezetting van Israël en werd het 14 eeuwen oude verbod op de toegang tot het heiligdom opgeheven. Israëlische kolonisten vestigden zich onder voorwendsels onmiddellijk in Hebron, wat sindsdien aanleiding geeft tot grote spanningen. Op 1968 vond er het eerste joodse huwelijk plaats. In dat jaar werd er door Israël ook een speciale regelgeving uitgevaardigd om vieringen toe te laten op het joodse nieuwjaar en op Jom Kipoer. Op 9 oktober werden 47 Israëli’s gewond toen op de trap die naar de tombes leidde een handgranaat werd gegooid.
Op 4 november was er een explosie bij de toegangspoort tot het complex waarbij zes mensen gewond raakten. Aan de vooravond van Jom Kipoer op 3 oktober 1976 vernielde een Arabische groep een aantal Thora boekrollen en gebedenboeken bij de tombes en in mei 1980 vielen bij een aanval op joodse gelovigen, die terugkeerden van het gebed aan de tombe, 6 doden en 17 gewonden.
De spanningen liepen op na de ondertekening van de Oslo-akkoorden in september 1993. De PLO kreeg toen een beperkte autonomie op de Westelijke Jordaanoever en in de Gazastrook. Hebron en andere grote centra op de Westelijke Jordaanoever waren niet opgenomen in het akkoord. Een groot bloedbad in de Ibrahimi-moskee werd op 25 februari 1994 aangericht door een Joods-Amerikaanse kolonist Baruch Goldstein, die het vuur opende op biddende moslims in de moskee, waarbij er 29 gedood en 125 gewond werden. Bij de daaropvolgende rellen werd hij zelf gedood en kwamen nog eens negentien Palestijnen om het leven, en vijf Israëli's.
In 1998 kwamen de  River akkoorden tot stand. Hierin werd de toegang tot de site zowel voor moslims als voor joden beperkt en werd het beheer van een groot deel toevertrouwd aan een Islamitische “waqf”. Deze sectie omvat onder meer het zuidoostelijke deel met de toegang tot de spelonken en de cenotafen van Isaac en Rebecca. Joodse gelovigen mogen deze plaatsen bezoeken tijdens de sabbat “Hayei Sarah” wanneer het leven van Sara uit de Thora wordt voorgelezen. Christenen en niet-joodse/niet-islamitische toeristen mogen, onder begeleiding, beide delen van het gebouw betreden.
Op 21 februari 2010 maakte Israël bekend dat het de site wilde opnemen in zijn lijst van nationaal erfgoed. Hiertegen werd geprotesteerd door de Verenigde Naties, Arabische regeringen en de Verenigde Staten. In de UNESCO werd hierop in oktober 2010 een verklaring goedgekeurd die stelde dat de “Tombe van de patriarchen in al-Khalil/Hebron” integraal deel uitmaakt van de bezette Palestijnse Gebieden.

## Het gebouw
Het gebouw is georiënteerd langs een noordwest-zuidoost-as. De ruimte binnen de omwalling is door een muur in twee delen verdeeld. Een joodse synagoge beslaat ongeveer drie vijfde van de ruimte langs de noordwestelijke zijde. Het zuidoostelijk deel, twee vijfde van het totaal, wordt ingenomen door de Ibrahimi-moskee.

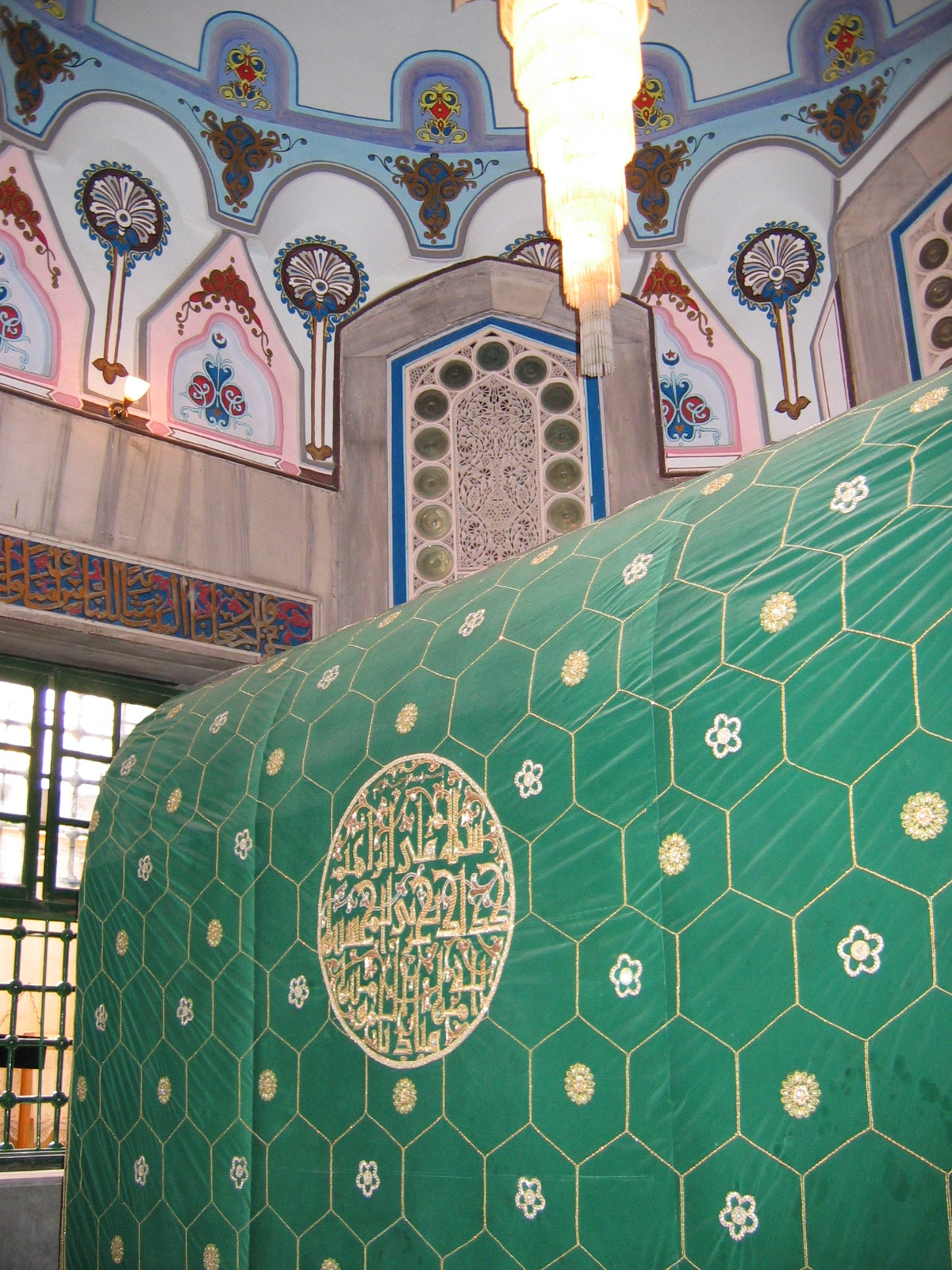
Cenotaaf voor Abraham

In de synagoge bevinden zich vier cenotafen, elk in een achthoekige ruimte. Die voor Jacob en Lea bevinden zich aan de noordwestelijke zijde terwijl die voor Abraham en Sara zich aan de noordoostzijde bevinden, tegen de moskee aan. De cenotafen voor Abraham en Sara zijn zowel van de moskee als van de synagoge uit bereikbaar, maar worden afgesloten met een hek. De cenotafen zijn twee per twee door een gang met elkaar verbonden.
Een derde gang loopt langs de zuidwestelijke zijde van het gebouw. Hierlangs kan men de cenotafen en de moskee bereiken. Deze gang kan men bereiken via een doorgang in de muur aan de zuidwestelijke zijde, maar om deze doorgang te bereiken moet men door een moskee aan de buitenzijde van het gebouw.
In het midden van de noordoostelijke wal is er een ingang waarlangs men de synagoge kan bereiken. Een lange trap langs de noordwestelijke wal leidt naar deze ingang. In de moskee bevinden zich de cenotafen voor Isaac en Rebecca en daartussen bevindt zich de mihrab in de zuidoostelijke muur.

## De grotten
De grotten zijn normaal niet toegankelijk uit respect voor de doden. Er zijn twee toegangen bekend. De eerste bevindt zich bij Abrahams cenotaaf in de moskee. Deze ingang is een smalle schacht die afgesloten is met een decoratief rooster dat op zijn beurt afgedekt is met een decoratieve koepel. De andere ingang is gelegen in het zuidoosten, vlak bij de mihrab, en wordt afgesloten met een grote steen, die meestal bedekt is met gebedsmatjes. Deze tweede toegang is vlak bij de zevende trede van de trap langs de buitenkant van het gebouw, de plaats tot waar de joodse gelovigen mochten komen tijdens het bewind van de mammelukken. In de tijd van de kruisvaarders waren de grotten wel (af en toe) toegankelijk. De beschrijving van rabbijn Benjamin van Tudela is hierboven aangegeven.
De grotten werden herontdekt in 1119 door een monnik genaamd Arnold. Deze stelde vast dat het tochtte in de ruimte waar zich tegenwoordig de mihrab bevindt. Hij verwijderde enkele tegels en vond een kamer in Herodiaans metselwerk. Verder op zoek naar de oorzaak van de tocht beklopte hij de muren totdat hij een holle ruimte ontdekte. Nadat een deel van het metselwerk was verwijderd vond hij een smalle doorgang, afgesloten door metselwerk. Deze doorgang wordt sindsdien de “Serdab” genoemd, Arabisch voor doorgang. Hierna kwam hij in een grote ronde kamer met bepleisterde muren. In de vloer vond hij een steen die de toegang tot de grot afsloot. In de grotten vond Arnold beenderen waarvan hij aannam dat ze van de patriarchen waren zoals beschreven in de Bijbel. Na de beenderen gereinigd te hebben met wijn, kraste hij er inscripties in. Nadat Saladin het gebied had heroverd werd de toegang tot de grotten weer afgesloten met een rooster in de zoldering van de ronde kamer.
In 1967 na de Zesdaagse Oorlog, bezocht Moshe Dayan, de toenmalige minister van defensie en amateurarcheoloog, de plaats en trachtte de ingang van de grotten te vinden. De “serdab” kende hij niet en hij wilde bijgevolg de schacht bij de cenotaaf van Abraham onderzoeken. Dayan vond een tenger meisje van twaalf jaar oud, Michal, bereid met een fotocamera in de schacht neergelaten te worden. Michal kwam in de ronde kamer terecht en onderzocht die, maar vond de steen niet die de grotten afsloot. Ze vond wel trappen die naar boven leidden, maar die afgesloten waren door een grote steen. (Dat was de ingang bij de mihrab.)
Seev Jevin, de toenmalige directeur van de Israëlisch Autoriteit voor Antiquiteiten bezocht in 1981 de ronde kamer nadat een aantal joodse kolonisten uit Hebron er in was doorgedrongen via de ingang bij de mihrab. Hij vond uiteindelijk de steen die de grotten afsloot.